# Chiesa della Santissima Annunziata (Spotorno)
La chiesa della Santissima Annunziata è luogo di culto cattolico situato nel comune di Spotorno, in via Giuseppe Garibaldi, in provincia di Savona. La chiesa è sede della parrocchia omonima facente parte del vicariato di Finale Ligure-Noli della diocesi di Savona-Noli.
Tra le dipendenze della parrocchia spotornese vi è l'oratorio della Santissima Annunziata.

## Storia
Si ha notizia di una chiesa intitolata a santa Maria in alcuni documenti risalenti all'anno 1198 e ancora nel 1446. L'attuale intitolazione è citata per la prima volta in una visita pastorale del 1585 da cui si apprende che la chiesa era divisa in tre navate e aveva dieci altari.
La chiesa fu riconsacrata nel 1694 a seguito di interventi che ne modificarono l'aspetto in grosso modo quello attuale. Il pavimento è del 1751 e su di esso si aprono 17 sepolcri, il più antico dei quali porta la data 1582. Nel 1798 l'edificio fu oggetto di depredazioni da parte delle truppe napoleoniche che asportarono in totale (tra chiesa e cappelle campestri) oltre 40 kg di argento.
Il 16 febbraio 1814 vi sostò per qualche ora papa Pio VII di ritorno dalla Francia dove era stato prigioniero.

## Descrizione

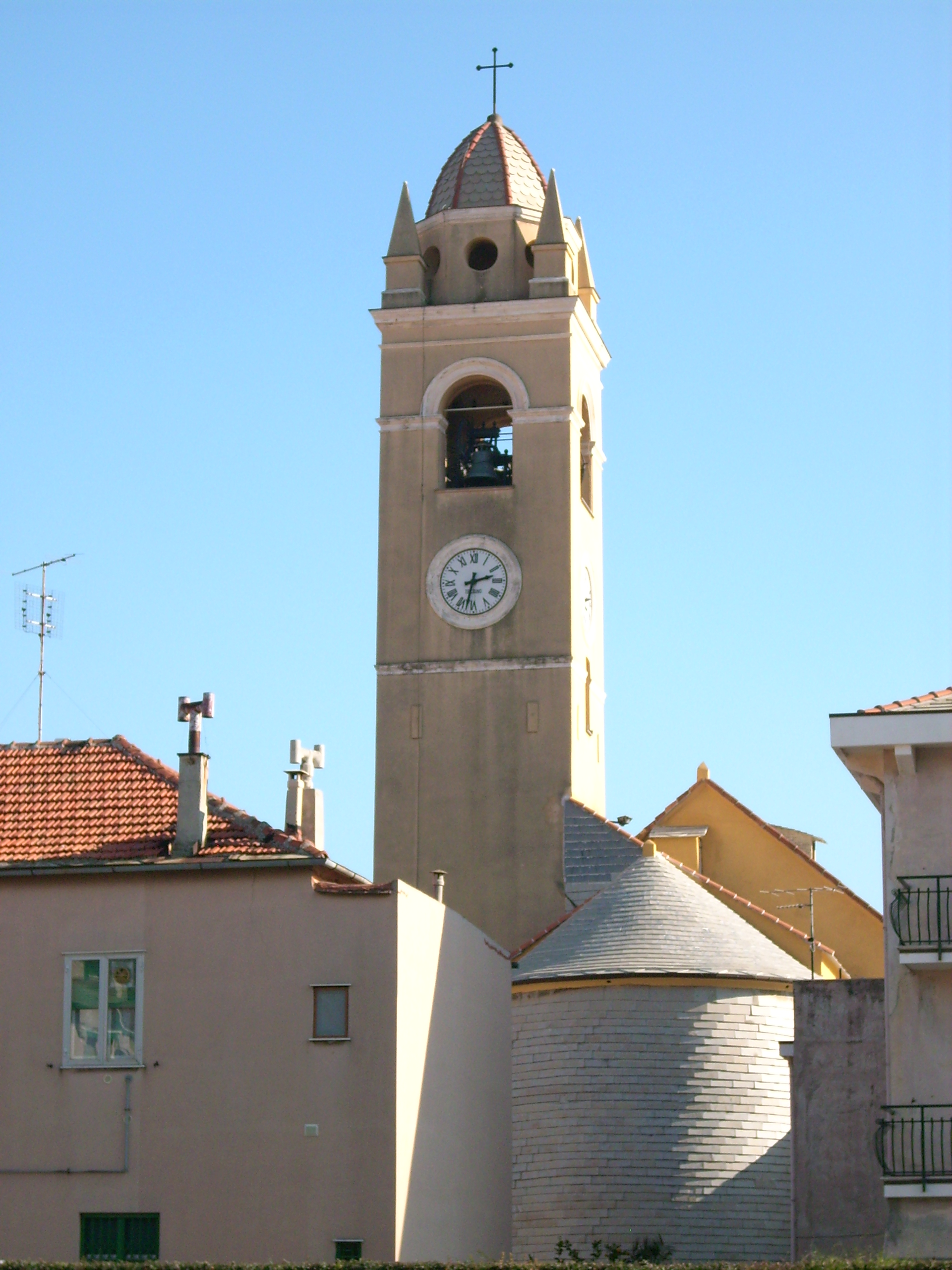
Il campanile

La chiesa all 'interno si presenta a navata unica con volta a botte, con dieci cappelle laterali (non tutte dotate di altare) più due di testa ai lati del presbiterio. In controfacciata si trova una tribuna secentesca, mentre nell'abside corre un interessante coro ligneo intagliato della stessa epoca.
La grande maggioranza delle opere pittoriche risale al XVII o XVIII secolo. Tra di esse:
- Immacolata Concezione, di Giovanni Lorenzo Bertolotto;
- Apparizione del Bambino Gesù a san Filippo Neri (1687), di Giovanni Andrea Carlone;
- Battesimo di Cristo alla presenza di santa Lucia, probabilmente di Bernardo Castello;
- Madonna con il Bambino e i santi Pietro e Paolo, di Giovanni Andrea De Ferrari;
- Annunciazione della Vergine (1760), di Giuseppe Galeotti;
- Madonna con il Bambino, san Pietro, san Bernardo e devoti e Madonna e i santi Giuseppe, Erasmo, Chiara e le anima purganti, di Giovanni Battista Merano;
- Madonna con il Bambino tra i santi Antonio da Padova e Francesco (1667), di Domenico Piola;
- Storie della Madonna, di Giovanni Agostino Ratti.

Inoltre nell'altare della cappella del Santissimo Crocifisso, la scultura con il crocifisso di Anton Maria Maragliano si colloca sullo sfondo della tela di Domenico Parodi con Madonna, santa Maria Maddalena e san Giovanni in compianto.
Nella parrocchia si conservano, tra le altre cose, una collezione di abiti sacerdotali (pianete, dalmatiche, piviali), arredi e reliquiari argentei della stessa epoca dei dipinti. Sulla tribuna seicentesca sopra l'ingresso principale della chiesa è ubicato l'organo costruito nel 1772 da Filippo e Felice Piccaluga di Genova, rifatto nel 1906 da Italo Romoli con riutilizzo della cassa e delle canne settecentesche.